# باي تشي
باي تشي (بالصينية: 白起، ولادة 332 ق.م-وفاة 257 ق.م)، يعرف أيضًا باسم غونغسون تشي (公孙起) جنرال عسكري من تشين [الإنجليزية] خدم خلال حقبة الممالك المتحاربة في الصين، ولد في ميه [الإنجليزية] وترأس جيوش ولاية تشين لأكثر من 30 عام تسبب خلالها بقتل أكثر من مليون شخص من الممالك الأخرى حتى أعطي لقب رين تو (人屠، جزار البشر)، طبقًا لسجلات شيجي إستطاع باي تشي إحتلال أكثر من 73 مدينة من الولايات الستة الأخرى.
حتى الوقت الحالي لا يوجد أي دليل تاريخي يُظهر بأن باي تشي تعرض لهزيمة واحدة طول مسيرته العسكرية، لذا يعتبر واحد من بين أعظم أربعة جنرالات في فترة الممالك المتحاربة إلى جانب لي مو، ووانغ جيان، وليان بو.

## سيرته
في عام 293 ق.م، قاد باي تشي جيش تشين للنصر ضد قوات وي [الإنجليزية] (魏) وهان [الإنجليزية] (韩) في معركة ييتشوي [الإنجليزية]، وذُكر أنه قام بقتل 240,000 جندي من قوات العدو أثناء إحتلاله بعض المدن.
عام 292 ق.م، تمت ترقيته من زو شوشانغ [الإنجليزية] (左庶長، زعيم جموع اليسار) إلى دا ليانغ زاو [الإنجليزية] (大良造، المستشار العام لدولة تشين) من قبل ملك تشين شاوشيانغ [الإنجليزية].
عام 278 ق.م، قاد جيش تشين لإحتلال ينغ [الإنجليزية] (郢) عاصمة ولاية تشو للإستحواذ على مساحات كبيرة من الأراضي، وفيها يُذكر بأنه أحدث فيضان أدى إلى غرق 100,000 شخص، ليمنحه الملك لقب ووان (武安君، زعيم السلم والحرب).
عام 273 ق.م، إنتصر جيش تشين بقيادة باي تشي على قوات تحالف شاو [الإنجليزية] (趙) ووي [الإنجليزية] في منطقة هوايانغ، وإستسلم 150,000 شخص من جنود التحالف، منهم 130,000 من وي و20،000 من شاو، أمر باي تشي بإعدامهم جميعًا ثم رميهم في النهر.
عام 264 ق.م، أسقط خمسة حصون تابعة لهان قتل فيها حوالي 50,000 جندي من أعدائه.
خلال معركة تشانغبينغ عام 260 ق.م، إستلم باي تشي قيادة قوات تشين سرًا بدلا من وانغ هي، وسرعان ما هزم جيش شاو [الإنجليزية] بقيادة شاو كو [الإنجليزية] عديم الخبرة الذي حل محل ليان بو في قيادة الجيش الذي سُحب من المعركة بسبب شائعات نشرت عنه عمدًا من قبل تشين، قام باي تشي بإعداد كمين وقسم جيشه إلى قسمين ليقطع طريق الهرب والإمداد على قوات شاو، نجحت الخطة وقتل القائد من قبل رماة تشين، بعدها إستسلم 400,000 شخص من جنود جيش شاو مع عدد من مدنيين مدينة شانغدانغ [الإنجليزية] وأمر باي تشي بدفهم أحياء جميعًا.
أراد باي تشي الإستمرار وإنهاء شاو مرة واحدة إلى الأبد لكونهم يعانون من صدمة وخسارة كبيرة في معركة تشانغبينغ، لكن تحريض من شاو أبلغ مستشار تشين فان جو (范雎) بخطورة قوة باي تشي المتصاعدة وبدوره قام فان جو بإقناع ملك تشين ليأمر بإيقاف الهجوم بحجة أن القوات تحتاج إلى راحة، وأن يقبل التفاوض على الأراضي التي قام بإحتلالها.
أثناء عودته إلى تشين أصيب باي تشي بالمرض.
حسب ماذكر في شيجي، عام 257 ق.م، بدأت تشين في محاصرة هاندان، عاصمة شاو، ولأن باي تشي كان مريضًا، تولى قيادة قوات تشين جنرال بارز آخر يدعى وانغ لينغ (王陵) لكنه خسر المعركة لاحقًا، وبعد حوالي 4 أشهر عندما بدت ملامح التحسن على صحة باي تشي طلب منه الملك العودة إلى منصبة كقائد للجيش والتحرك مجددًا، لكن كان رأي باي تشي مختلفًا قال «أن تشين لم يعد لديها موارد كافية لمثل هذه الحرب طويلة الأمد، وإذا استمرت شين بالهجوم ستنقض الإتفاقيات عندها ستبدأ الممالك الستة الأخرى بمهاجمتها» لكن أصر الملك على مواصلة الهجوم ورفض باي تشي أمر الملك بتسلم الجيش متذرعًا بمرضه، لذا أمر الملك بتعيين الجنرال وانغ هي (王齕) كقائد على الجيش بدلًا عنه.
لم يساعد هذا جيش تشين في إسقاط هاندان، ثم إنضمت قوات وي وتشو لمساعدة شاو وبعد خمسة أشهر عانت تشين من خسائر فادحة من الهزائم الممتالية في هاندان، ليعود الملك ويطلب من باي تشي أن يرأس الجيش مجددًا، لكنه رفض مرة أخرى، وذُكر في كتاب (شان غو سي [الإنجليزية]) أن باي تشي قال بأنه يفضل الإعدام لمعارضته أمر الملك على أن يفقد شهرته الكبيرة بكونه قائد لا يقهر في ساحة القتال.
بعد رفضه الأوامر عدة مرات، غضب الملك من باي تشي وسحب منه جميع ألقابه ثم أُخرج من شيانيانغ عاصمة تشين، لكن قام فان جو بإقناع الملك أن باي تشي سينضم إلى دولة أخرى كجنرال عدو ويصبح تهديد لتشين، مقتنعًا بمعلومات فان جو، أمر الملك باي تشي بالإنتحار في دويو (杜邮)، وقبل أن ينتحر صرح باي تشي بأنه يستحق مثل هذه النهاية المأساوية لقيامه بقتل الكثير من الناس.

## الموروث
يظهر باي تشي عادة كإله حارس [الإنجليزية] على بوابات المعابد الصينية والطاوية مقترنًا عادةً مع لي مو.
ذكر في التاريخ الصيني بإعتباره رمزًا للوحشية أكثر من كونه موهبة عسكرية، يوجد طبق توفو محلي في تشانغبينغ يسمى (لحم باي تشي).
كُتبت العديد من القصص عن معاناة باي تشي بسبب أفعاله الوحشية مثل تلك الذي ذكرت في سجلات ممالك شاو الشرقية [الإنجليزية]، والتي تقول بأن ثورًا موشوم بحروف صينية تلفظ باي تشي، تم إعدامه بالبرق خلال أسرة تانغ.
لا تزال حتى اليوم البقايا البشرية تكتشف في موقع معركة تشانغبينغ، في عهد سلالة تانغ قرر الإمبراطور شوانزونغ بناء ضريح فوق مجموعة من الرفاة التي وجدت هناك.

## في الثقافة الشعبية
- تم تمثيل شخصية باي تشي في مسلسل "إمبراطورية تشين II: التحالف [الإنجليزية]" من قبل سون تينغ عام 2012 وشينغ جيادونغ عام 2017 في تكملة المسلسل "إمبراطورية تشين III [الإنجليزية]".
- ظهر في مانغا «كينغدوم» كأحد «جنرالات تشين الستة العظام» باسم «هاكو كي» (اللفظ الياباني لإسمه الأصلي)، ذكر في المانغا بأنه قاد معركة تشانغبينغ ضد شاو وبعد الإنتصار أمر بدفن 450,000 جندي مستسلم أحياء بدم بارد.
- باي تشي واحد من بين أشهر 32 شخصية تاريخية خاصة في لعبة "سانغوكوشي 11 [الإنجليزية]" من تطوير كويي.

## طالع أيضًا
- حقبة الممالك المتحاربة
- فترة الربيع والخريف
- تاريخ الصين
- لي مو